# Cassida strigaticollis
Cassida strigaticollis es un coleóptero de la familia Chrysomelidae.
Fue descrita científicamente en 1988 por Borowiec.